# Serra da Mangabeira
Serra da Mangabeira é uma série de morros na Chapada Diamantina, região central do estado brasileiro da Bahia. Está situada nas cidades de Brotas de Macaúbas, Novo Horizonte, Ipupiara e outros, "forma o limite ocidental da Chapada Diamantina" e dá nome a uma das formações geológicas que compõem o Grupo Paraguaçu do Supergrupo Espinhaço.
Nela ficam as nascentes do rio Verde, afluente do rio São Francisco, em altitudes de 1 400 m, em Ipupiara.

## Geologia da Mangabeira
A formação montanhosa é "composta principalmente por rochas peralcalinas intermediárias a félsicas vulcânicas e vulcaniclásticas do Grupo Rio dos Remédios (dentro do Supergrupo Espinhaço)". Esse período de vulcanismo ocorreu no Mesoproterozoico (cerca 1,7 a 1,2 milhões de anos atrás) e, junto a essas rochas, houve a sedimentação clástica e piroclástica.
"As rochas sofreram leve metamorfismo filitico e estão situadas na escarpa oeste da Chapada Diamantina. O ciclo termotectônico Brasiliano (Neoproterozóico) é responsável pela mineralização do ouro e pelos abundantes veios de quartzo em toda a região. Cristais de quartzo rutilados, esfumaçados e incolores são encontrados em bolsas e fissuras dos veios de quartzo" e a maior parte da produção foi realizada até 20 m abaixo da superfície.

## Mina de quartzo
Na cadeia montanhosa existe uma jazida de quartzo rutilado "esfumaçados e incolores (...) encontrados em bolsas e fissuras dos veios", e na década de 1940 foram ali explorados quartzos de grau ótico, enquanto aqueles que apresentavam as características de rutilo eram descartadas, então.
O trabalho manual de mineração chegou a atingir 40 m de profundidade, e "a mecanização, juntamente com a maior demanda desde 2002, resultou em uma corrida pelo quartzo rutilado". No ano de 2005 havia cerca de mil garimpeiros trabalhando na extração do mineral, cuja produção não era estimada. "Milhares de quilogramas de quartzo podem ser produzidos mensalmente. A qualidade e o tamanho do quartzo rutilado variam amplamente e são muito inconsistentes. Todas as classes são utilizáveis, uma vez que existe um mercado estabelecido para contas e esculturas. O material com qualidade de gema representa menos de 10% da produção e é muito procurado. A produção provavelmente será mais regulamentada no futuro, à medida que agências federais e estaduais começarem a monitorar a área", conforme análise feita em 2006.